# Pourquoi Pas ? (Schiff, 2005)
Die Pourquoi Pas ? (deutsch: Warum nicht?) ist ein Forschungsschiff, das in Saint-Nazaire von Chantiers de l’Atlantique für das französische Meeresforschungsinstitut Ifremer und die französische Marine gebaut wurde.
Es steht im Dienst des Instituts Genavir. Mit seinen Namen folgt das Schiff der Tradition der gleichnamigen Schiffe des Polarforschers Jean-Baptiste Charcot. Die Pourquoi Pas ? wird zu 55 % von Ifremer und 45 % von der Marine genutzt, und zwar circa 150 Tage im Jahr für die Marine und 180 Tage für Ifremer.

## Technische Daten
Der Antrieb des Schiffes erfolgt dieselelektrisch durch zwei Alstom-Elektromotoren mit jeweils 1650 kW Leistung, die zwei Verstellpropeller antreiben. Für die Stromerzeugung stehen vier Dieselgeneratorsätze mit je 1.469 kW Leistung (1.836 kVA Scheinleistung) sowie ein Dieselgeneratorsatz mit 300 kW Leistung (375 kVA Scheinleistung) zur Verfügung.

## Ausrüstung
Das Schiff kann für Aufgaben im Bereich der Hydrografie, der Hochsee- und Küstenfischerei, der Geowissenschaften, für physikalische, chemische und biologische Operationen der Ozeanographie und zur Umsetzung der wissenschaftlichen Ziele des Instituts benutzt werden. Ausgestattet wird es entweder mit dem Tiefsee-U-Boot Nautile, dem ferngesteuerten Tiefseeroboter Victor 6000 oder mit Schleppgerätschaften. Zur Charter steht es ebenso zur Verfügung.
Ein 22-Tonnen-Kran ermöglicht die Handhabung schweren Gerätes. Am Bug befindet sich ein Hubschrauberlandeplatz. Mit einer Maximalbesatzung von 40 Mann kann die Pourquoi Pas ? 60 Tage am Stück auf See verbringen.

## Einsatz

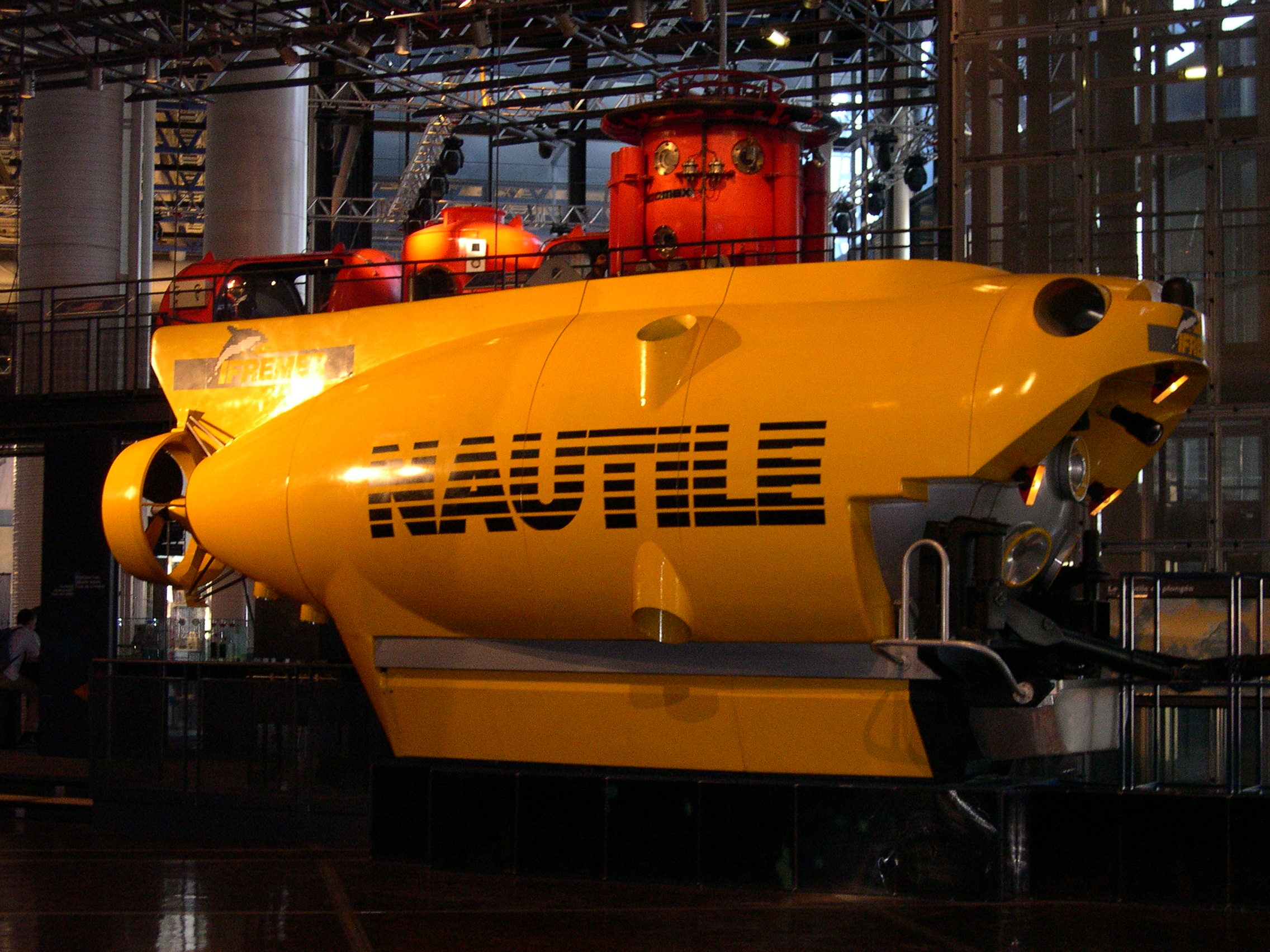
Tiefsee-Tauchboot Nautile

Am 3. Juni 2009 wurde die Pourquoi Pas ? an die Unglücksstelle des Air France Fluges 447 entsandt, die – zu diesem Zeitpunkt noch unentdeckt, erst am 6. Juni wurden erste Leichen und Teile lokalisiert – nahe der unbewohnten Inselgruppe Sankt-Peter-und-Sankt-Pauls-Felsen lag. Dort sollte sie die „Black Box“ des verunglückten Airbus A330-200 bergen. Die an Bord des Schiffes befindlichen Gerätschaften, insbesondere das Tiefsee-U-Boot und das ROV, erlauben die Untersuchung von bis zu 97 % des Meeresbodens in bis zu 6.000 Metern Tiefe.